# Província del Sumapaz
La província del Sumapaz és una de les quinze províncies del departament de Cundinamarca, Colòmbia. Té una extensió de 1670 quilòmetres quadrats i està situada al sud-oest de Bogotà.
Està formada per deu municipis: Fusagasugá, la capital, i Silvania, Tibacuy, Pasca, Arbelaéz, Pandi, San Bernardo, Venecia, Cabrera i Granada. La província va ser creada el 7 de novembre de 1895.
A més dels deu municipis de Cundinamarca, circumscriu també el sud del territori de Bogotà, San Juan, i pel nord-est del departament del Tolima inclou a Icononzo, Vila Rica, i els corregimients d'El Palmar, Nuevo Mundo, Alpes, El Roble, Mercadilla, Nuñez, La Colonia, La Pradera, El Duda i uns altres. Com a zona d'influència arriba fins a Usme en límits amb Bogotà, i fins a el Pato i La Uribe en el departament del Meta. Limita al nord amb la part mitjana i baixa de la conca del riu Bogotà; a l'est amb el Parc Nacional Natural Sumapaz; al sud amb el departament de l'Huila i a l'oest amb el departament del Tolima.